# 剛達巴山
在英國作家托爾金（J. R. R. Tolkien）的小說裡，剛達巴山（英語：Mount Gundabad）是中土大陸迷霧山脈（Misty Mountains）北段的一座山。
精靈甦醒後不久，矮人都靈（Durin）也在剛達巴山甦醒。剛達巴山遂被矮人視為神聖之地。
第二紀元中，效力黑暗魔君索倫（Sauron）的半獸人進駐剛達巴山，直至第二紀元末，索倫失敗及失去至尊魔戒（One Ring）後，半獸人势力才稍為收斂。
第三紀元，安格馬（Angmar）的半獸人以剛達巴山為根據地，矮人因此對半獸人十分痛恨。安格馬衰敗後，剛達巴山甚至在矮人與半獸人之戰爭（War of the Dwarves and Orcs）後仍殘留著半獸人的要塞。五軍之戰（Battle of the Five Armies）時期，半獸人阿索格（Azog）之子波格（Bolg）帶領半獸人軍隊自剛達巴出發，向孤山發動攻擊。
第四紀元初，剛達巴山大概已歸長鬚（Longbeard）族矮人統治，為重聯王國守護邊境。

## 改編描述
改編自托爾金小說、於2014年上映的奇幻史詩電影《哈比人：五軍之戰》裡，精靈王子勒茍拉斯與女精靈陶烈兒到剛達巴山探查，勒茍拉斯表示他的母親在多年前死於此處。隨之他們還目睹了波格領著半獸人大軍和蝙蝠群出動，前往孤山參與五軍之戰。